# Leopold Löffler

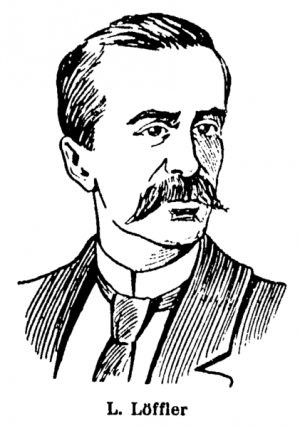
Leopold Löffler

Leopold Löffler (* 27. Oktober 1827 in Rzeszów; † 6. Februar 1898 in Krakau; auch Leopold Edler von Löffler-Radymno, Leopold Loeffler) war ein polnischer Maler. Er wurde vor allem durch patriotische, historische Gemälde aus der polnischen Geschichte sowie durch Genrebilder bekannt.
Löffler wurde 1827 als Sohn eines Beamten in Rzeszów geboren. Die Sommer verbrachte er ab 1832 bei seinem Onkel Philipp Löffler, der Bürgermeister von Radymno war. Löffler studierte ab 1845 an der Wiener Hofakademie u. a. bei Ferdinand Georg Waldmüller, ab 1856 in München. Danach lebte er in Wien, ab 1877 war er Professor der Kunstschule in Krakau.

## Galerie

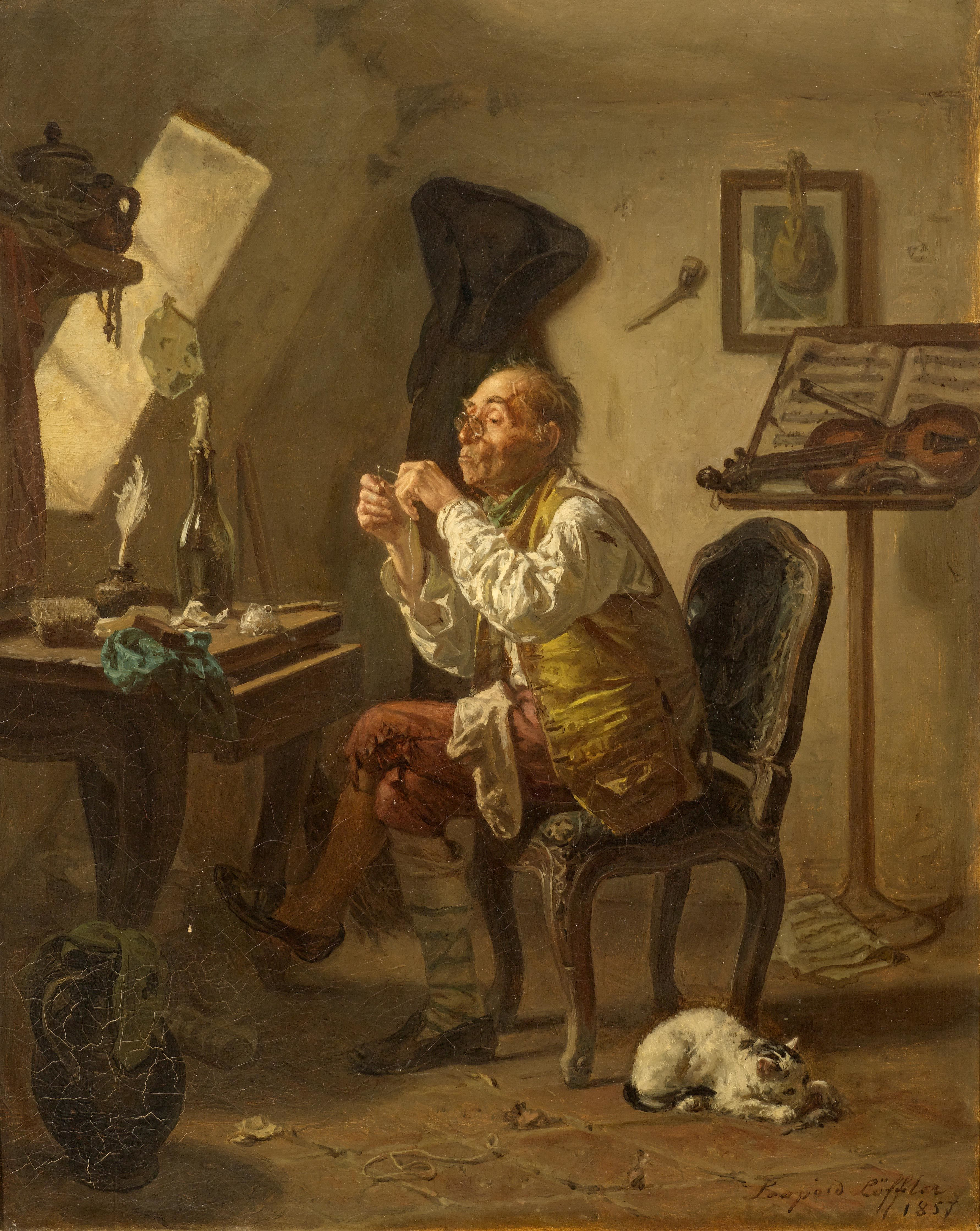
Musikant in seiner Stube, Öl auf Leinwand, 1857
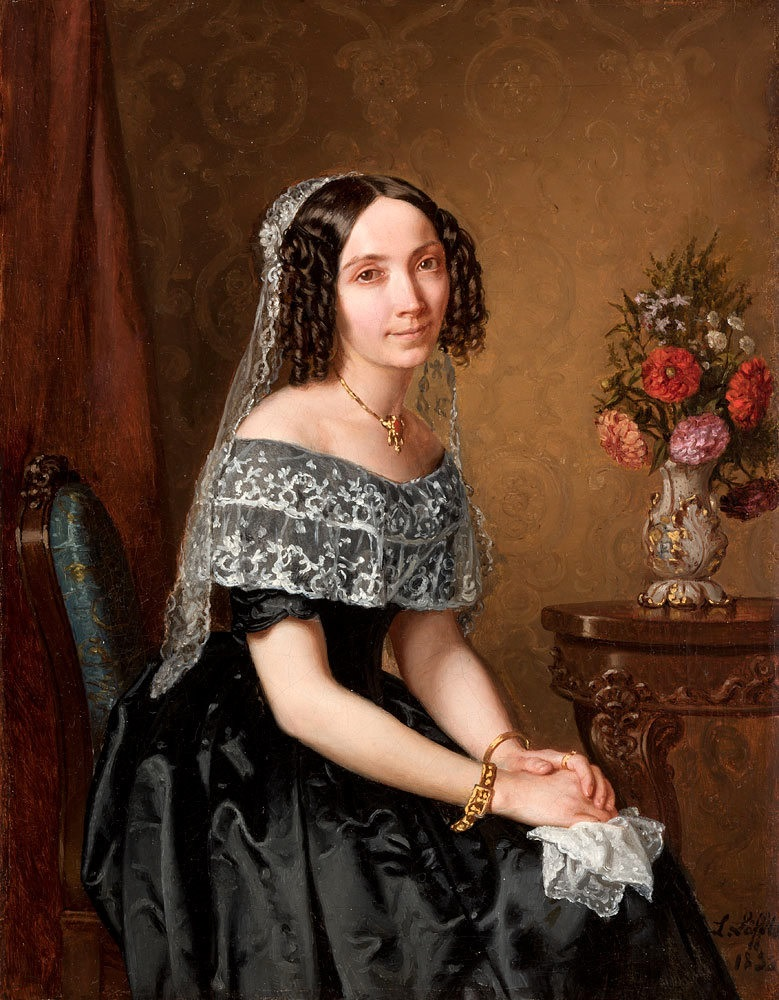
Frauenportrait, Öl auf Leinwand, 1851
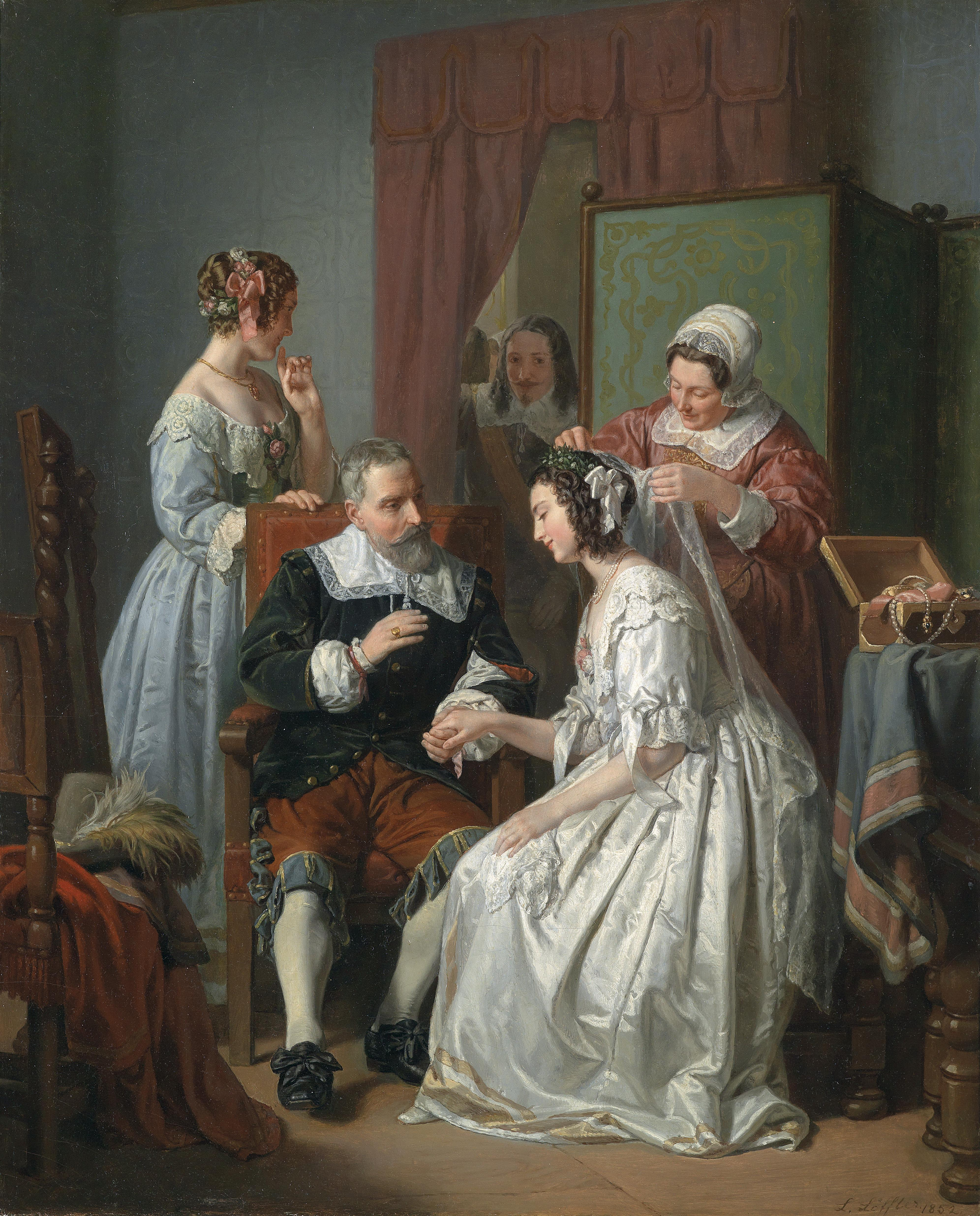
Die Braut, Öl auf Leinwand, 1852
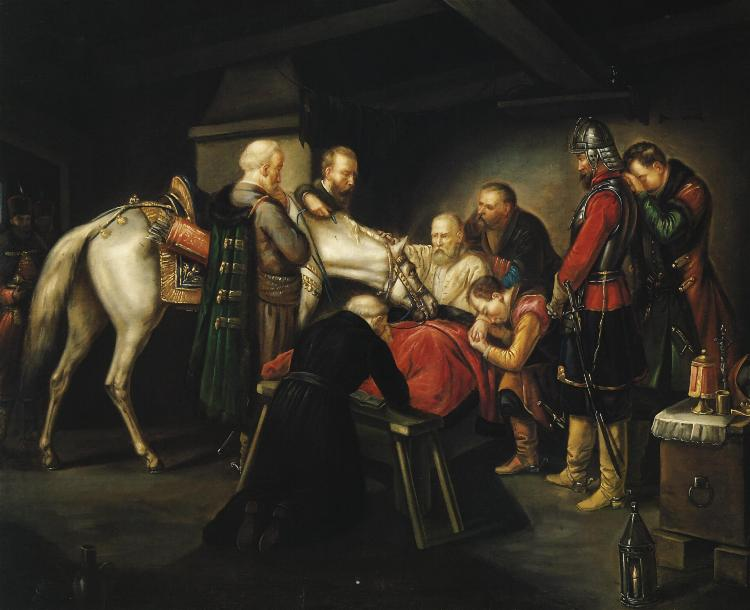
Der Tod des Czarniecki, Öl auf Leinwand 1860